# Antonio Ghislanzoni
Antonio Ghislanzoni (Lecco, 25 novembre 1824 – Caprino Bergamasco, 16 luglio 1893) è stato un librettista, poeta e scrittore italiano.
Il suo nome è legato soprattutto al libretto dell'Aida di Giuseppe Verdi, col quale collaborò anche alle revisioni della Forza del destino e di Don Carlos.

## Biografia
(Antonio Ghislanzoni, Il mio epitaffio)
Il padre lo volle in seminario, la ferrea disciplina dell'istituto è però poco tollerata dal piccolo Ghislanzoni, che, diciassettenne, verrà espulso per comportamento irriverente: l'anticlericalismo rimarrà una costante della sua ideologia.
Terminato il liceo a Pavia e iscrittosi a medicina, Ghislanzoni, dopo essersi accorto di possedere una bella voce di baritono, si mise a studiare canto e pochi mesi dopo (nel 1846) si fece scritturare al teatro di Lodi come primo baritono. Ben presto tuttavia abbandonò le scene liriche per la carriera letteraria. I suoi primi articoli furono per il Cosmorama Pittorico di Milano. Sullo stesso giornale pubblicò il suo primo romanzo, Gli artisti da teatro, nel quale raccontó parte delle avventure che aveva vissuto.

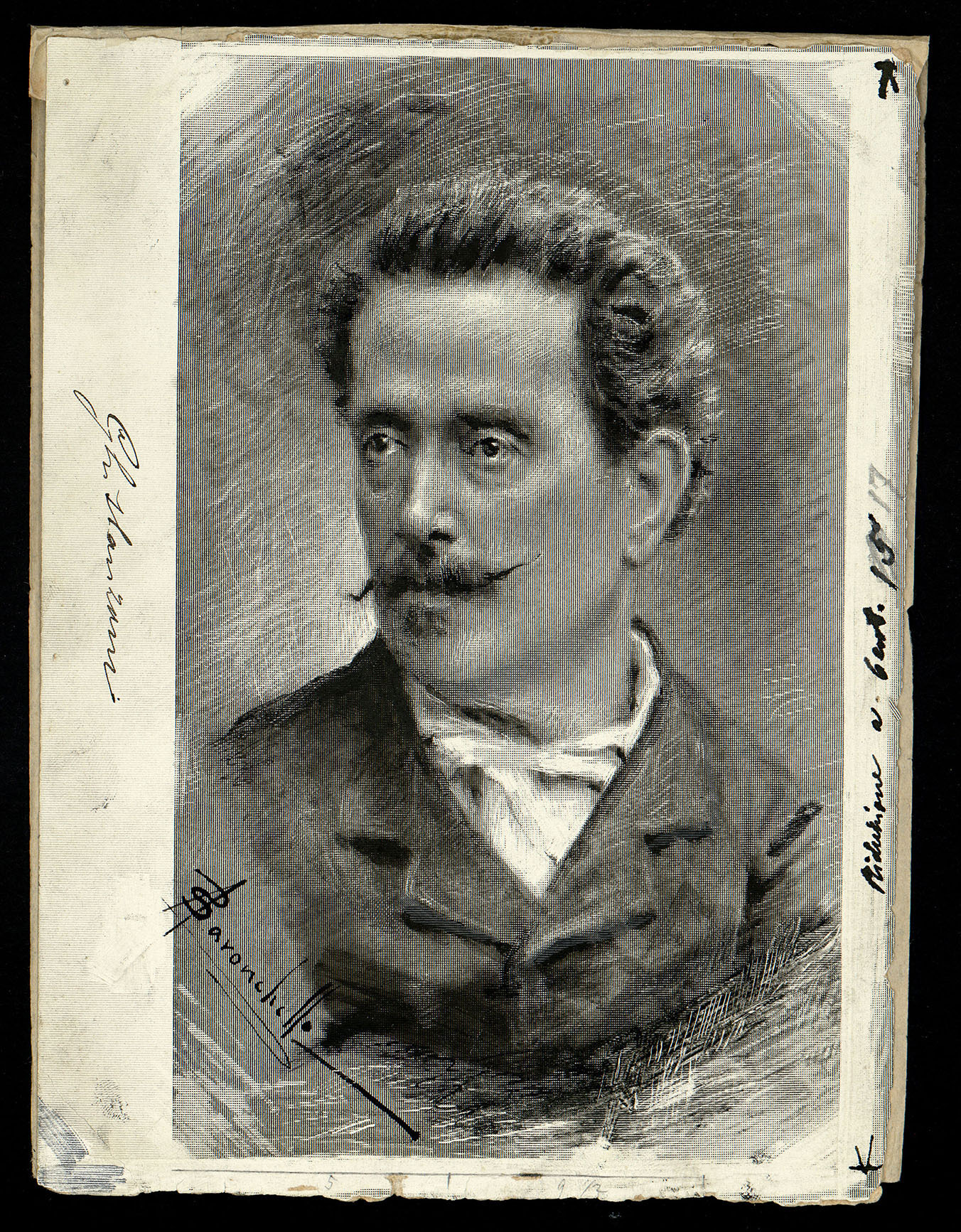
Ritratto di Antonio Ghislanzoni, librettista (1824-1893), prima del 1917.

Vicino alle idee politiche mazziniane, la sua collaborazione con giornali repubblicani lo costrinse a rifugiarsi in Svizzera. Fu ugualmente arrestato dai francesi e deportato in Corsica.
Dopo la Seconda guerra di indipendenza (1859) si legò a Milano al gruppo scapigliato.
Nel 1857 contribuì a fondare il giornale umoristico L'Uomo di Pietra. Diresse L'Italia musicale; fu redattore della Gazzetta musicale di Milano; diresse e collaborò a La rivista minima e più tardi, ritiratosi a Lecco, pubblicò il Giornale-Capriccio.
Moltissime furono le collaborazioni alle numerose testate che ospitarono recensioni ed interventi di varia natura, ma anche romanzi a puntate e racconti. 
Per la poesia ricordiamo Libro proibito (1878), grande successo, tanto che nel 1890 giungerà alla settima edizione.
«I versi del Libro proibito», scrive Gilberto Finzi (1997:165), «riprendono un'atmosfera polemica d'epoca che non tocca, forse nemmeno sfiora, la poesia, ma che bene riconducono a momenti collaterali tipici della Scapigliatura».
Negli anni settanta si trasferì a Barco di Maggianico e nel 1880 a Caprino Bergamasco.
Fu autore di oltre 60 libretti fra i quali, oltre all'Aida, I Lituani e Il parlatore eterno per Amilcare Ponchielli, Salvator Rosa e Fosca per Antônio Carlos Gomes, Papà Martin e Francesca da Rimini per Antonio Cagnoni, I promessi sposi per Errico Petrella. Scrisse inoltre i versi della cantata A Gaetano Donizetti di Ponchielli.
Pubblicò il volume Reminiscenze artistiche, che contiene notizie sul pianista Adolfo Fumagalli e un episodio intitolato La Casa di Verdi a Sant'Agata, nonché il romanzo apocalittico Abrakadabra - storia dell'avvenire (1864-65). Questo e altri racconti di fantascienza umoristica ne fanno uno dei primi autori italiani di tale genere.
Morì nel 1893 a 69 anni e ricevette sepoltura nel Cimitero monumentale di Lecco. 
Nella sua vita prese posizione a favore della cremazione:
I gesuiti ed i preti retrivi; / Noi non cremiam che i morti,

La Santa Inquisizione / Preferì sempre di cremare i vivi.»
(da Libro proibito)

## Libretti d'opera
Il nome del compositore è indicato tra parentesi, la data è quella della prima rappresentazione.

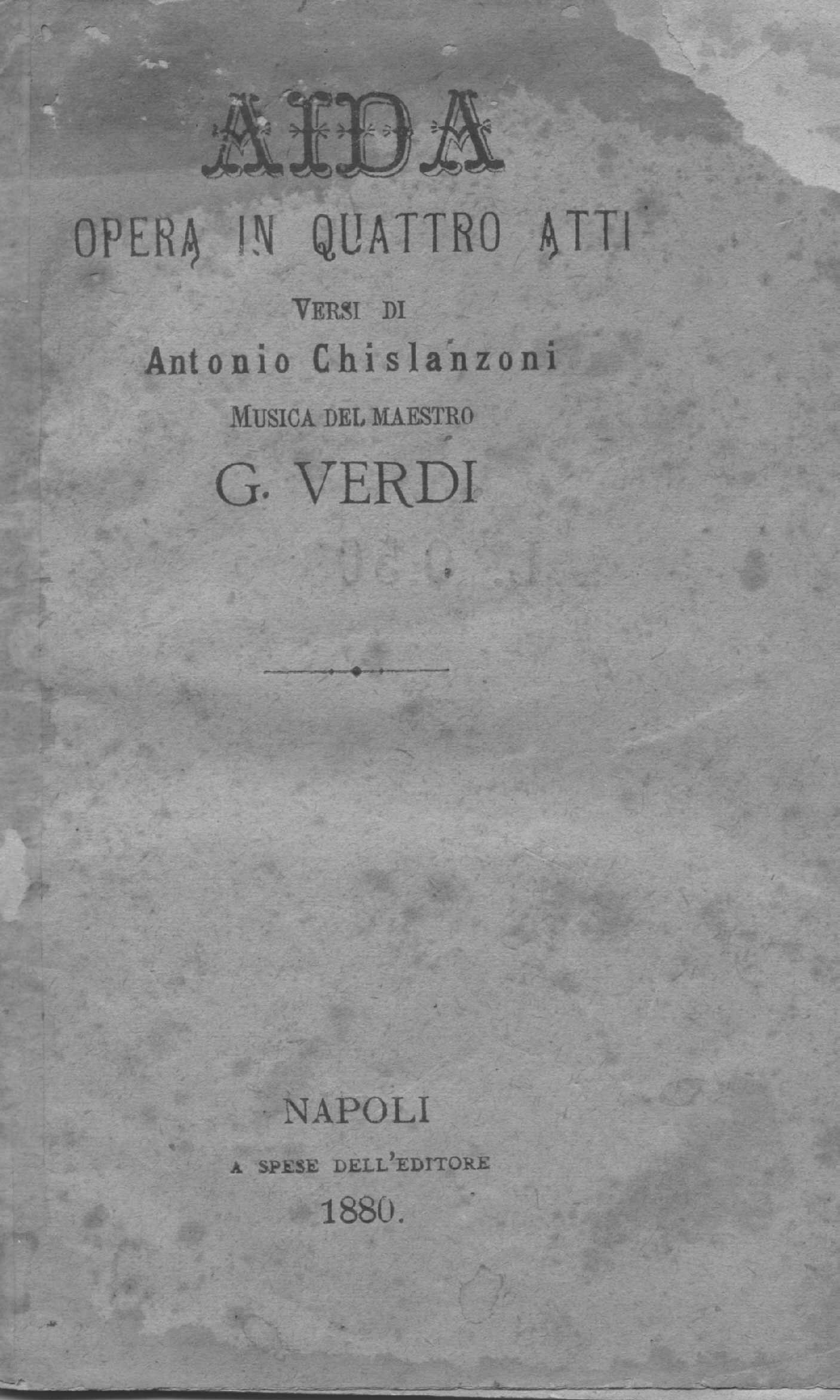
Aida - Napoli ed. del 1880, collezione Francesco Paolo Frontini.

- Le due fidanzate (Antonio Baur - 1857)
- Il Conte di Leicester (Antonio Baur - 1858)
- Maria Tudor (Vladimir Nikitič Kašperov - 1859)
- Marion Delorme (Giovanni Bottesini - 1862)
- Cola di Rienzi (Vladimir Nikitič Kašperov - 1863)
- La stella di Toledo (Tommaso Benvenuti - 1864)
- I due orsi (Costantino Dall'Argine - 1867)
- L'isola degli orsi (Costantino Dall'Argine - 1867)
- Gli avventurieri (Gaetano Braga - 1867)
- Gli artisti alla fiera (Lauro Rossi - 1868)
- Valeria (Edoardo Vera - 1869)
- Giovanna di Napoli (Errico Petrella - 1869)
- I promessi sposi (Errico Petrella - 1869)
- Un capriccio di donna (Antonio Cagnoni - 1871)
- Aida (Giuseppe Verdi - 1871)
- Papà Martin (Antonio Cagnoni - 1871)
- Reginella (Gaetano Braga - 1871)
- Adelinda (Agostino Mercuri - 1872)
- Caligola (Gaetano Braga - 1873)
- Fosca (Antônio Carlos Gomes - 1873)
- Il parlatore eterno (Amilcare Ponchielli - 1873)
- Salvator Rosa (Antônio Carlos Gomes - 1874)
- Il duca di Tapigliano (Antonio Cagnoni - 1874)
- I Lituani (Amilcare Ponchielli - 1874)
- Atahualpa (Carlo Enrico Pasta - 1875)
- Sara (Luigi Gibelli - 1876)
- Francesca da Rimini (Antonio Cagnoni - 1878)
- Don Riego (Cesare Dall'Olio - 1879)
- Adelina (Luigi Sozzi - 1879)
- Mora (Luigi Vicini - 1880)
- Edmea (Alfredo Catalani - 1886)
- Giovanna la pazza (Eliodoro Ortiz de Zárate - 1886)
- I Doria (Augusto de Oliveira Machado - 1887)
- Edoardo Stuart (Cipriano Pontoglio - 1887)
- Carmosina (João Gomes de Araújo - 1888)
- Fiamma (Nicolò Ravera - 1890)
- Andrea del Sarto (Vittorio Baravalle - 1890)
- Spartaco (Pietro Platania - 1891)
- Celeste (Francesco Spetrino - 1891)
- Cleopatra (Melesio Morales - 1891)
- Gualtiero Swarten (Andrea Gnaga - 1892)
- Frine (Giovanni Carpaneto - 1893)
- Il maestro smania (Cesare Clandestini - 1894)
- Alda (Luigi Romaniello - 1896)
- I mori di Valenza (per Amilcare Ponchielli, completata da Arturo Cadore - 1914)
- Onesta (Nicolò Massa - 1929)
- Re Lear (Antonio Cagnoni - 2009)

### Libretti per opere non rappresentate
- Alba Barozzi (Paolo Giorza - non rappresentata 1884)
- La strega (Luigi Vicini - non rappresentata)
- Il figlio delle selve (Cesare Dall'Olio - non rappresentata)
- Evangelina (per Luigi Sozzi - incompiuta per la morte del compositore)
- La Sfinge (per Giovanni Carpaneto - non compiuta 1890)

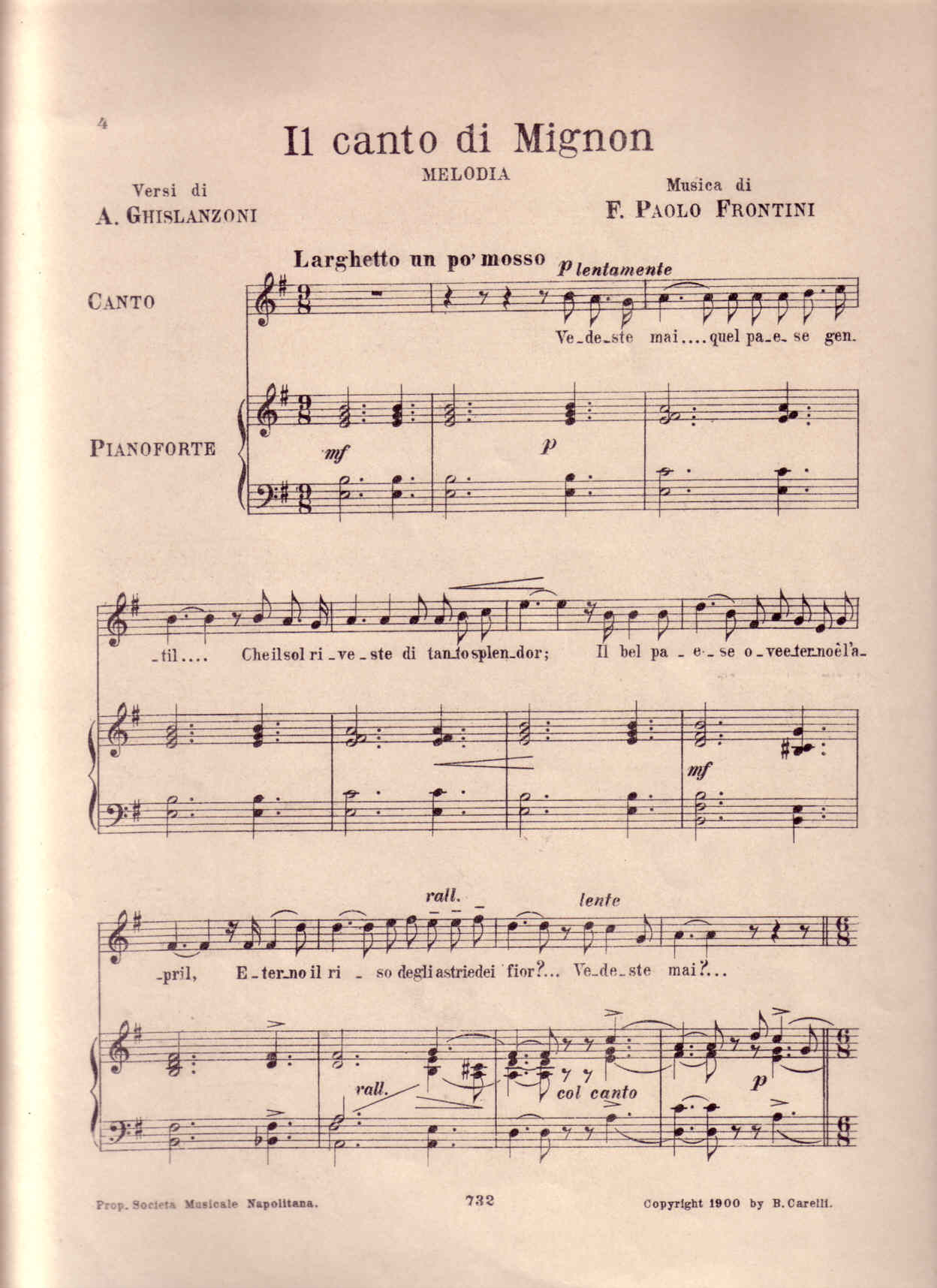

## Liriche per musica
- Noi leggevamo insieme, musicata da Amilcare Ponchielli
- Storiella d'amore, musicata da Giacomo Puccini (il testo è lo stesso di Noi leggevamo insieme)
- Salve regina, musicata da Giacomo Puccini
- Ama!, musicata da Francesco Paolo Frontini, s.m. napolitana, 1898
- Il Canto di Mignon, musicata da Francesco Paolo Frontini, s.m. napolitana, 1898 video

## Narrativa
- Suicidio a fior d'acqua (1864),
- Le donne brutte (1867),
- L'arte di far debiti (1881),
- La contessa di Karolystria (1883),
- Abrakadabra (1884),
- Un viaggio d'istruzione (1888),
- Racconti (1884):
  - Una partita in quattro
  - Il violino a corde umane
  - Le vergini di Nyon
  - Il diplomatico di Gorgonzola[6]
  - Autobiografia di una ex cantante
  - La corte dei nasi

## Poesia
- Libro proibito (1878)

## Riviste
- Rivista minima
- La posta di Caprino (1890-1892)